# Савинац (Бољевац)
Савинац је насеље у Србији у општини Бољевац у Зајечарском округу. Према попису из 2022. било је 220 становника (према попису из 2002. било је 365 становника).

## Географија
Савинац се налази у источном делу општине, на ушћу реке Арнауте у Црни Тимок (332 m). Насеље је концентрисано уз магистрални пут Параћин-Зајечар у подножју брда Тилва Рош (500 m). Из Савинца полази локални пут Савинац-Сумраковац који повезује Сумраковац са седиштем општине.
Атар села се граничи на северу са атаром Сумраковца, на североистоку Подгорца, на истоку Оснића и на југозападу атаром села Валакоње. Преко Црног Тимока налази се ушће Злотске реке и Сараке у Црни Тимок.

## Историја
Село Савинац је настало од расељеника села Валакоње који су живели на салашима поред Црног Тимока, у подножју Црвеног брда (Тилва Рош). Било је саставни део Валакоња све до 25. августа 1901. године када је постало засебно насеље, али је и даље било у саставу валакоњске општине. Тада је добило и своје данашње име, Савинац, чије порекло није познато.

## Образовање
У селу постоји четвороразредна основна школа, која припада Основној школи „Ђура Јакшић“ у Сумраковцу. Данас ову школу похађа мали број ученика.

## Демографија
У насељу Савинац живи 295 пунолетних становника, а просечна старост становништва износи 44,6 година (42,9 код мушкараца и 46,2 код жена). У насељу има 100 домаћинстава, а просечан број чланова по домаћинству је 3,65.
Становништво у овом насељу веома је нехомогено, а у последња три пописа, примећен је пад у броју становника.
|             | \| Демографија[2] \| Демографија[2] \| Демографија[2] \| \| Година \| Становника \| Становника \| \| -------------- \| -------------- \| -------------- \| \| 1948. \| 624 \| \| \| 1953. \| 572 \| \| \| 1961. \| 618 \| \| \| 1971. \| 588 \| \| \| 1981. \| 526 \| \| \| 1991. \| 501 \| 453 \| \| 2002. \| 365 \| 408 \| \| 2011. \| 288 \| \| |            |
| Демографија | |            |
| Година      | Становника | Становника |
| 1948.       | 624 |            |
| 1953.       | 572 |            |
| 1961.       | 618 |            |
| 1971.       | 588 |            |
| 1981.       | 526 |            |
| 1991.       | 501 | 453        |
| 2002.       | 365 | 408        |
| 2011.       | 288 |            |

| Етнички састав према попису из 2002.‍ | Етнички састав према попису из 2002.‍ | Етнички састав према попису из 2002.‍ | Етнички састав према попису из 2002.‍ | Етнички састав према попису из 2002.‍ |
| ------------------------------------ | ------------------------------------ | ------------------------------------ | ------------------------------------ | ------------------------------------ |
|                                      |                                      |                                      |                                      |                                      |
| Срби                                 | Срби                                 |                                      | 187                                  | 51,23%                               |
| Власи                                | Власи                                |                                      | 161                                  | 44,10%                               |
| непознато                            | непознато                            |                                      | 0                                    | 0,0%                                 |

| Година пописа     | 1948. | 1953. | 1961. | 1971. | 1981. | 1991. | 2002. |
| ----------------- | ----- | ----- | ----- | ----- | ----- | ----- | ----- |
| Број домаћинстава | 139   | 126   | 146   | 135   | 130   | 117   | 100   |

| Број чланова      | 1  | 2  | 3  | 4  | 5 | 6  | 7 | 8 | 9 | 10 и више | Просек |
| ----------------- | -- | -- | -- | -- | - | -- | - | - | - | --------- | ------ |
| Број домаћинстава | 13 | 25 | 16 | 13 | 9 | 16 | 4 | 3 | 1 | 0         | 3,65   |

| Пол    | Укупно | Неожењен/Неудата | Ожењен/Удата | Удовац/Удовица | Разведен/Разведена | Непознато |
| ------ | ------ | ---------------- | ------------ | -------------- | ------------------ | --------- |
| Мушки  | 150    | 37               | 101          | 11             | 1                  | 0         |
| Женски | 157    | 14               | 104          | 33             | 6                  | 0         |
| УКУПНО | 307    | 51               | 205          | 44             | 7                  | 0         |

| Пол    | Укупно                    | Пољопривреда, лов и шумарство | Рибарство                            | Вађење руде и камена | Прерађивачка индустрија       |
| ------ | ------------------------- | ----------------------------- | ------------------------------------ | -------------------- | ----------------------------- |
| Мушки  | 75                        | 25                            | 0                                    | 29                   | 4                             |
| Женски | 38                        | 27                            | 0                                    | 1                    | 0                             |
| УКУПНО | 113                       | 52                            | 0                                    | 30                   | 4                             |
| Пол    | Производња и снабдевање   | Грађевинарство                | Трговина                             | Хотели и ресторани   | Саобраћај, складиштење и везе |
| Мушки  | 1                         | 0                             | 4                                    | 0                    | 4                             |
| Женски | 0                         | 0                             | 2                                    | 3                    | 0                             |
| УКУПНО | 1                         | 0                             | 6                                    | 3                    | 4                             |
| Пол    | Финансијско посредовање   | Некретнине                    | Државна управа и одбрана             | Образовање           | Здравствени и социјални рад   |
| Мушки  | 0                         | 2                             | 2                                    | 0                    | 2                             |
| Женски | 0                         | 0                             | 1                                    | 1                    | 3                             |
| УКУПНО | 0                         | 2                             | 3                                    | 1                    | 5                             |
| Пол    | Остале услужне активности | Приватна домаћинства          | Екстериторијалне организације и тела | Непознато            | Непознато                     |
| Мушки  | 2                         | 0                             | 0                                    | 0                    | 0                             |
| Женски | 0                         | 0                             | 0                                    | 0                    | 0                             |
| УКУПНО | 2                         | 0                             | 0                                    | 0                    | 0                             |